# Platycaris latirostris
Platycaris latirostris är en kräftdjursart som beskrevs av Lipke Bijdeley Holthuis 1952. Platycaris latirostris ingår i släktet Platycaris och familjen Palaemonidae. Inga underarter finns listade i Catalogue of Life.